# (37335) 2001 QX268
2001 QX268 (asteroide 37335) é um asteroide da cintura principal. Possui uma excentricidade de 0.11337270 e uma inclinação de 7.65365º.
Este asteroide foi descoberto no dia 20 de agosto de 2001 por LINEAR em Socorro.